# Rainer Rother

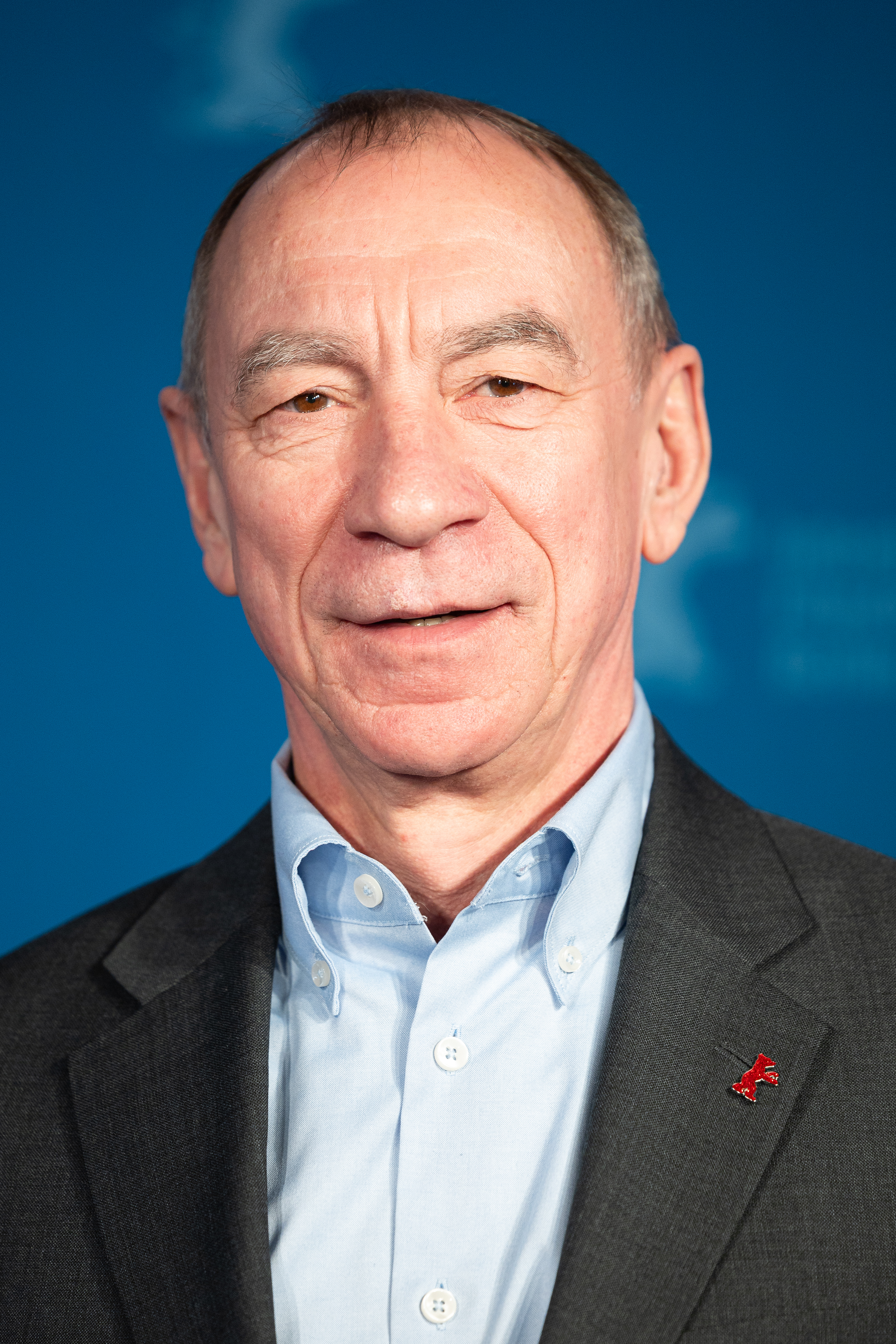
Rainer Rother (2025)

Rainer Rother (* 17. Juni 1956) ist ein deutscher Medienwissenschaftler.

## Leben
Nach dem Abitur 1976 am Gymnasium Antonianum in Vechta studierte Rother Germanistik und Geschichte an der Universität Hannover und promovierte 1988 mit einer Arbeit zum Thema „Aktualität des Vergangenen – die Präsenz der Geschichte als Darstellungsproblem in geschichtstheoretischer und ästhetisch geformter Reflexion“, die 1990 in leicht überarbeiteter Fassung bei Metzler erschien.
Für das Kommunale Kino Hannover leitete er seit 1983 Filmseminare (u. a. Kurse zur Filmästhetik und zu Regisseuren, u. a. Stanley Kubrick). Seit 1986 Mitarbeiter der Zeitschrift filmwärts, ab Heft 13/1989 Mitglied der Redaktion. Bis November 1991 unterrichtete er als Dozent an der Universität Hannover und nahm in dieser Zeit auch Lehraufträge an den Universitäten in Hildesheim und Saarbrücken wahr. Im Dezember 1991 wechselte er als Leiter der Kinemathek an das Deutsche Historische Museum (Berlin). Im Februar 1992 eröffnete er das Zeughauskino, dessen Programm er bis zu seinem Wechsel zur Deutschen Kinemathek (April 2006) verantwortete. Parallel dazu baute er für das Deutsche Historische Museum eine spezialisierte Filmsammlung auf. Darüber hinaus kuratierte er Ausstellungen, beginnend mit Das deutsche Bilderimperium. Die Ufa 1917–1945 (1992/93). Es folgten Ausstellungen zum Ersten Weltkrieg: Die letzten Tage der Menschheit. Bilder des Ersten Weltkriegs (1994) und Der Weltkrieg 1914–1918. Ereignis und Erinnerung (2004). Größtes Projekt war die Jubiläumsausstellung zum 50-jährigen Bestehen der Bundesrepublik Deutschland Wege der Deutschen – Einigkeit und Recht und Freiheit, deren Generalsekretär er war und die 1999 den gesamten, grundlegend sanierten Martin-Gropius-Bau bespielte.
Rothers Publikationen befassen sich vor allem mit film- und medienhistorischen Themen. Seine Aufsätze erschienen u. a. in Zeitschriften wie Merkur, Freibeuter, Frankfurter Hefte sowie in verschiedenen Zeitungen (FAZ, Süddeutsche Zeitung, Die Welt und taz). Er ist Mitglied der International Association for Media and History (IAMHIST), deren Exekutivkomitee er von 1997 bis 2005 als Generalsekretär angehörte. Von 2001 bis 2019 war er Mitglied der Auswahlkommission für den Wettbewerb der Internationalen Filmfestspiele Berlin; von 2004 bis 2006 war er Co-Kurator der Filmreihe Selling Democracy, die im Rahmen der Berlinale präsentiert wurde. Von 2006 bis Ende April 2025 war er Künstlerischer Direktor der Deutschen Kinemathek und Leiter der Retrospektive der Berlinale.
Zu den Themen der Berlinale-Retrospektiven gehören seit 2006 Werkschauen zu einzelnen Regisseurinnen und Regisseuren (z. B. zu Luis Buñuel und Ingmar Bergman), Überblicke zu Epochen der deutschen Filmgeschichte (Deutschland 1966, Weimarer Kino – Neu gesehen , Selbstbestimmt – Perspektiven von Filmemacherinnen, Das andere Kino – Aus dem Archiv der Deutschen Kinemathek ) oder zu technisch-ästhetischen Themen (70mm – Bigger than Life , Glorious Technicolor) sowie Filmreihen zur internationalen Filmgeschichte (Ästhetik der Schatten – Filmisches Licht 1915–1950, Die rote Traumfabrik – Meshrabpom-Film und Prometheus 1921–1936, Young at Heart – Coming of Age in the Movies).
Der Aufbau eines digitalen Archivs mit Amateurfotos und -filaufnamen aus der Zeit der friedlichen Revolution in der DDR und der Vereinigung der beiden deutschen Staaten, das von einer Ausstellung begleitet und in Kooperation mit der Bundeszentrale für politische Bildung realisiert wurde, geht ebenso auf seine Initiative zurück wie die Sonderreihe Winter Adé auf der Berlinale 2009. Gemeinsam mit Ralf Beil kuratierte er die vom Weltkulturerbe Völklinger Hütte und der Deutschen Kinemathek realisierte Ausstellung Der deutsche Film. 1895 bis heute.
Rother hat mehrere Radioessays verfasst (zuletzt Film als Passion. Martin Scorsese). Zusammen mit den Regisseuren Laurent Heynemann und Matthias Luthardt und dem Co-Autor Jean Ollé-Laprune entwickelte er den Zweiteiler Cinekino: Kinospaziergänge zwischen Frankreich und Deutschland sowie die zehnteilige Reihe Länderporträt CineKino. Er tritt häufig als Experte in filmhistorischen Dokumentationen auf.
Für den Kinematheksverbund prägte er die Diskussion um die Digitalisierung des deutschen Filmerbes und entwickelte das sogenannte Drei-Säulen-Modell, das eine gleichberechtigte Förderung nach den Kriterien Auswertungsperspektive, konservatorische Notwendigkeit und kuratorisches Interesse vorsieht und 2019 im Förderprogramm Filmerbe umgesetzt wird.

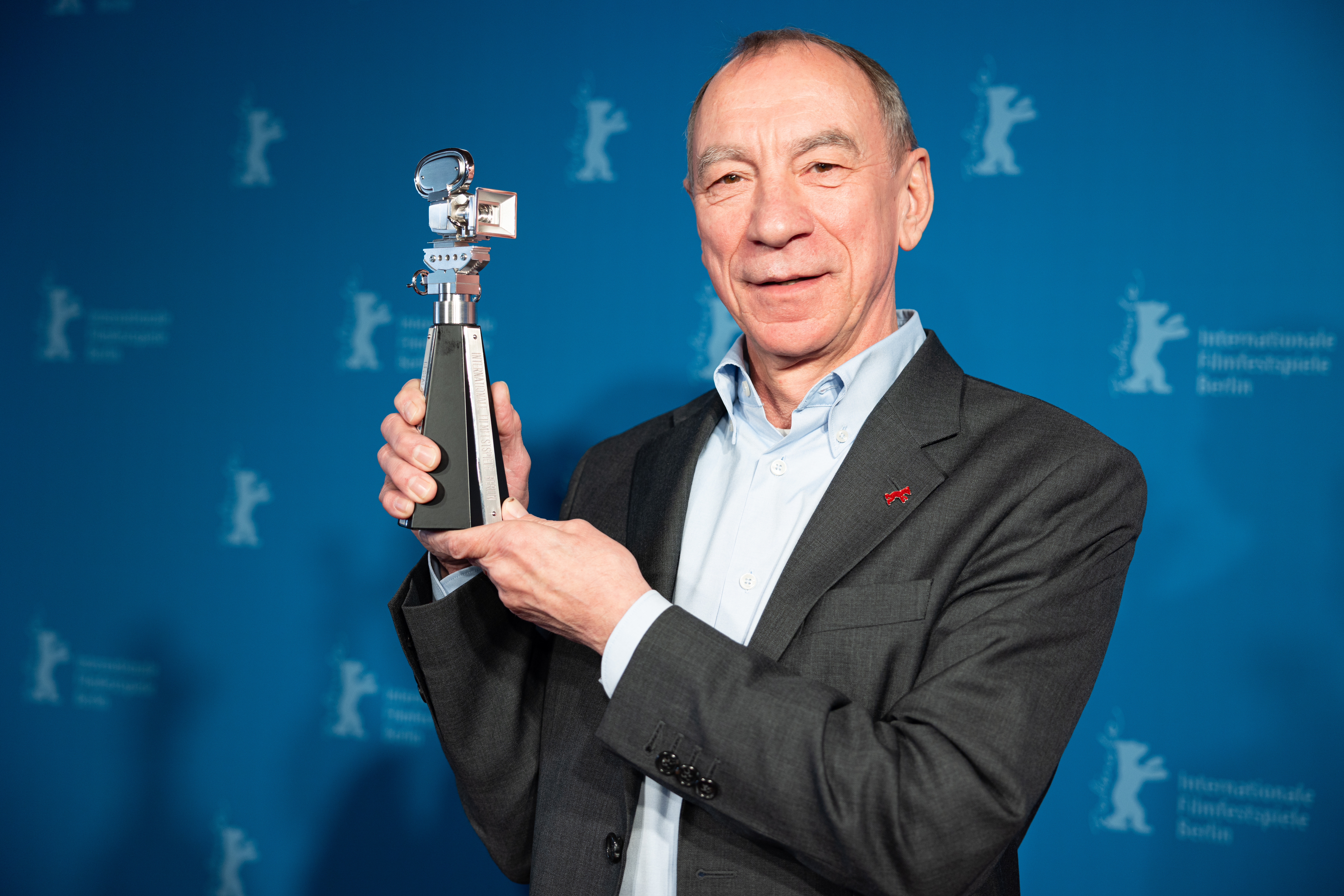
Rainer Rother mit der Berlinale Kamera 2025

2025 ehrte die Berlinale Rainer Rother mit der Berlinale Kamera für seine herausragende Arbeit als Künstlerischer Direktor der Deutschen Kinemathek und Leiter der Berlinale-Retrospektive, insbesondere für seine Verdienste um die Bewahrung und Vermittlung des filmischen Erbes sowie für seine kuratorische Leidenschaft, mit der er Filmgeschichte und zeitgenössisches Kino verbindet.

## Veröffentlichungen (Auswahl)
- Bilder schreiben Geschichte. Der Historiker im Kino. Wagenbach, Berlin 1991, ISBN 978-3-8031-2193-6.
- Der Kalte Krieg und der deutsche Film. Artikel auf der Website des Deutschen Historischen Museums
- Die Gegenwart des Geschichte. Ein Versuch über Film und zeitgenössische Literatur.  Metzler, Stuttgart 1990, ISBN 978-3-476-00695-0.
- Die Ufa 1917–1945. Das deutsche Bildimperium. Deutsches Historisches Museum, Berlin 1992.
- Leni Riefenstahl. Die Verführung des Talents. Henschel, Berlin 2000, ISBN 978-3-89487-360-8.
- (Hrsg.) Der Weltkrieg 1914–1918. Ereignis und Erinnerung, Berlin/Wolfratshausen: Edition Minerva 2004, ISBN 978-3-89479-052-3.
- (Hrsg.) Sachlexikon Film, Rowohlt, Reinbek 1997, ISBN 978-3-499-16515-3
- Nina Hoss – Ich muss mir jeden Satz glauben. Ein Porträt. Henschel, Leipzig 2009, ISBN 978-3-89487-602-9.
- mit Annika Schaefer (Hrsg.): future Imperfect. science – fiction – film,  Bertz und Fischer, Berlin 2017, ISBN 978-3-86505-249-0
- mit Vera Thomas (Hrsg.): Linientreu und populär: Das Ufa-Imperium 1933 bis 1945. Bertz und Fischer, Berlin 2017, ISBN 978-3-86505-255-1.
- (Hrsg. zusammen mit Karin Herbst-Meßlinger) Weimarer Kino – neu gesehen, Berlin: Bertz + Fischer 2018, ISBN 978-3-86505-256-8.
- (Hrsg. zusammen mit Karin Herbst-Meßlinger) Selbstbestimmt – Perspektiven von Filmemacherinnen, Berlin: Bertz + Fischer 2019, ISBN 978-3-86505-262-9.
- Zeitbilder. Filme des Nationalsozialismus, Berlin: Bertz + Fischer 2019, ISBN 978-3-86505-263-6.
- (Hrsg. zusammen mit Karin Herbst-Meßlinger) King Vidor, Berlin: Bertz + Fischer 2020, ISBN 978-3-86505-265-0.
- No Angels – Mae West, Rosalind Russell & Carole Lombard, München: et+k 2021, ISBN 978-3-96707-504-5.
- (Hrsg. Zusammen mit Ralf Beil) Der deutsche Film. 1895 bis heute, Dresden: Sandstein, ISBN 978-3-95498-787-0.
- (Projektleitung) Deutsche Kinemathek (Hrsg.), Der deutsche Film. Aus den Archiven der Deutschen Kinemathek, Berlin: Hatje Cantz 2024, ISBN 978-3-7757-5786-7.